# Guálter de Narbona
Guálter foi visconde do Viscondado de Narbona, em sucessão de seu pai Maiol I, desde algum momento após 11 de junho de 911 até sua morte. A data em questão aparece em um cartucho de confirmação de doação de propriedade à Igreja de São Paulo pelo bispo Arnusto e nela Maiol é citado de modo a indicar que já estava morto. Seu governo foi breve e parece que compartilhou o poder com seu irmão Alberico II. Desposou uma moça de nome incerto e com ela gerou dois filhos, Raimundo e Maiol.